# دیوید لیونز (فیلسوف)
دیوید لیونز (به انگلیسی: David Lyons)، (زاده ۶ فوریه ۱۹۳۵) فیلسوف اخلاق، سیاسی و حقوقی آمریکایی است که استاد بازنشسته فلسفه و حقوق در دانشگاه بوستون است.

## کار فلسفی
دیوید لیونز به‌دلیل تفسیرش از فلسفه جان استوارت میل، با این استدلال که فایده‌گرایی میل با شناخت اهمیت حقوق سازگار است، شهرت دارد.

## آثار
- جنبه‌های اخلاقی نظریه حقوقی: مقالات حقوق، عدالت و مسئولیت سیاسی. کمبریج: انتشارات دانشگاه کمبریج، ۱۹۹۹. شابک ‎۹۷۸−۰−۵۲۱−۴۳۲۴۴−۳.[۲]
  - به اسپانیایی Aspectos morales de la teoria juridica ترجمه شده‌است: ensayos sobre la ley, la justicia y la responsabilidad politica، شابک ‎۹۷۸-۸۴-۷۴۳۲-۶۰۱-۷.
- سودمندی میل: مقالات انتقادی (ویرایش‌گر) لانهام: رومن و لیتلفیلد، ۱۹۹۷. شابک ‎۹۷۸-۰-۸۴۷۶-۸۷۸۳-۱.[۳]
- حقوق، رفاه و نظریه اخلاقی میل. نیویورک: انتشارات دانشگاه آکسفورد، ۱۹۹۴. شابک ‎۹۷۸۰۱۹۵۰۸۲۱۸۰.[۴]
- اخلاق و حاکمیت قانون. کمبریج [کمبریج‌شایر]: انتشارات دانشگاه کمبریج، ۱۹۸۴. شابک ‎۹۷۸-۰-۵۲۱-۲۷۷۱۲-۹، در بیش از ۱۰۰۰ کتابخانه worldCat نگهداری می‌شود.[۵]
  - به لهستانی با عنوان Etyka i rządy prawa ترجمه شده‌است. شابک ‎۹۷۸-۸۳-۷۲۶۱-۰۵۸-۴.
- حقوق. (ویرایش‌گر) مجموعه Wadsworth در فلسفه اجتماعی. بلمونت، کالیفرنیا: انتشارات ودرزوورث. شرکت، ۱۹۷۹. شابک ‎۹۷۸-۰-۵۳۴-۰۰۶۰۰-۶.[۶]
  - به اسپانیایی با عنوان Ética y derecho ترجمه شده‌است. شابک ‎۹۷۸-۸۴-۳۴۴-۱۵۲۱-۸.
- به نفع دولت‌مردان؛ مطالعه‌ای در فلسفه سودمندی و قانون بنتام. آکسفورد، چاپ کلرندون، ۱۹۷۳. شابک ‎۹۷۸-۰-۱۹-۸۲۴۵۰۳-۲.[۷]
- اشکال و حدود سودگرایی. آکسفورد: انتشارات کلرندون، ۱۹۶۵. شابک ‎۹۷۸-۰-۱۹-۸۲۴۱۹۷-۳.[۸][۹]